# Gastrolobium celsianum
Gastrolobium celsianum là một loài thực vật có hoa trong họ Đậu. Loài này được (Lem.) G. Chandler & Crisp mô tả khoa học đầu tiên năm 2002.

## Hình ảnh

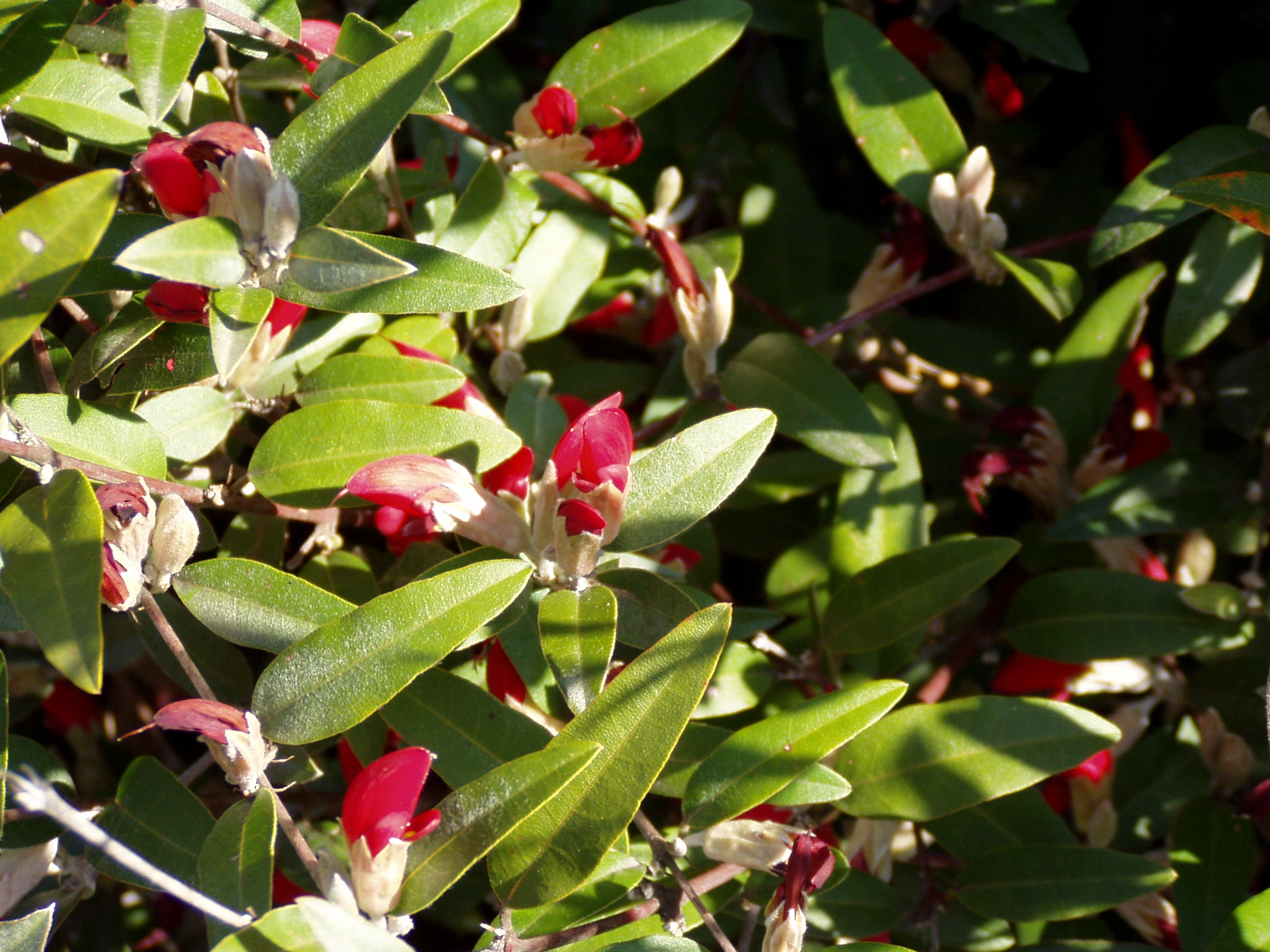
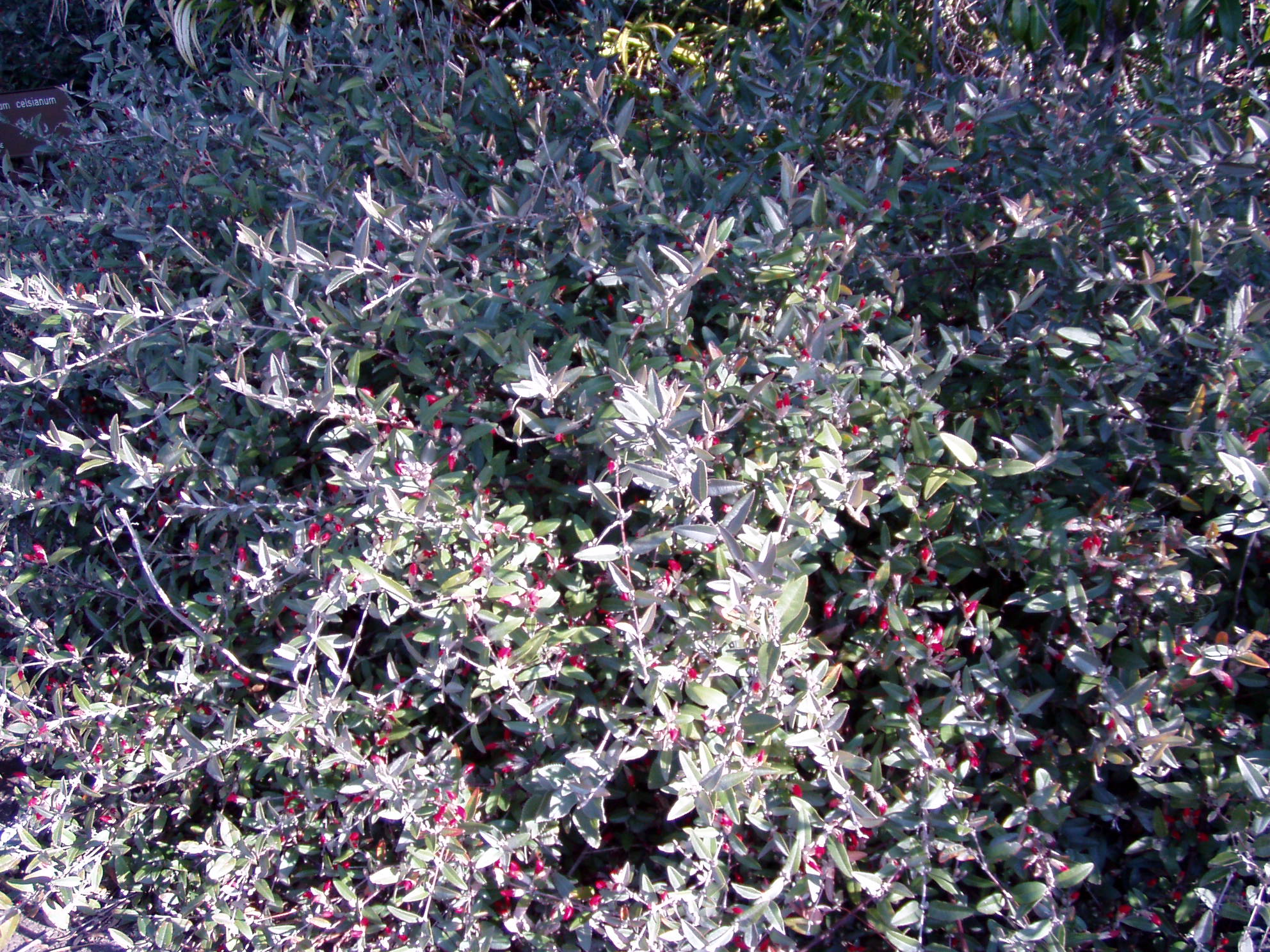